# Hueste Real
La Hueste Real era en España, durante la Edad Media, el conglomerado de huestes bajo el mando supremo de un rey, aunque no contasen con ninguna jerarquía entre ellas.
Ésta era formada con carácter general por la mesnada real, mesnadas señoriales (hueste de vasallos reales), milicias concejiles y caballeros de órdenes militares.
Durante la Alta Edad Media era obligación del rey presidir las expediciones de objetivos bélicos, por lo que la incapacidad para hacerlo podía constituir motivo de abdicación. Junto a él acudía el Alférez Real.
- Datos: Q5904271